# Hrada, Andrușivka
Hrada (în ucraineană Града) este un sat în comuna Volosiv din raionul Andrușivka, regiunea Jîtomîr, Ucraina.

## Demografie
Componența lingvistică a localității Hrada
     Ucraineană (97,56%)
     Rusă (2,44%)
Conform recensământului din 2001, majoritatea populației localității Hrada era vorbitoare de ucraineană (97,56%), existând în minoritate și vorbitori de rusă (2,44%).